# Сент-Огастин-Саут (Флорида)
Сент-Огастин-Саут (англ. Augustine South) — статистически обособленная местность, расположенная в округе Сент-Джонс (штат Флорида, США) с населением в 5035 человек по статистическим данным переписи 2000 года.

## География
По данным Бюро переписи населения США статистически обособленная местность Сент-Огастин-Саут имеет общую площадь в 4,4 квадратных километров, водных ресурсов в черте населённого пункта не имеется.

## Демография
По данным переписи населения 2000 года в Сент-Огастин-Саут проживало 5035 человек, 1462 семьи, насчитывалось 1929 домашних хозяйств и 1993 жилых дома. Средняя плотность населения составляла около 1144,32 человек на один квадратный километр. Расовый состав населённого пункта распределился следующим образом: 96,80 % белых, 0,95 % — чёрных или афроамериканцев, 0,26 % — коренных американцев, 1,11 % — азиатов, 0,02 % — выходцев с тихоокеанских островов, 0,71 % — представителей смешанных рас, 0,14 % — других народностей. Испаноговорящие составили 2,82 % от всех жителей статистически обособленной местности.
Из 1929 домашних хозяйств в 31,9 % воспитывали детей в возрасте до 18 лет, 63,6 % представляли собой совместно проживающие супружеские пары, в 8,8 % семей женщины проживали без мужей, 24,2 % не имели семей. 18,2 % от общего числа семей на момент переписи жили самостоятельно, при этом 8,4 % составили одинокие пожилые люди в возрасте 65 лет и старше. Средний размер домашнего хозяйства составил 2,60 человек, а средний размер семьи — 2,95 человек.
Население статистически обособленной местности по возрастному диапазону по данным переписи 2000 года распределилось следующим образом: 24,0 % — жители младше 18 лет, 6,3 % — между 18 и 24 годами, 27,7 % — от 25 до 44 лет, 26,3 % — от 45 до 64 лет и 15,7 % — в возрасте 65 лет и старше. Средний возраст жителей составил 41 год. На каждые 100 женщин в Сент-Огастин-Саут приходилось 91,7 мужчин, при этом на каждые сто женщин 18 лет и старше приходилось 89,2 мужчин также старше 18 лет.
Средний доход на одно домашнее хозяйство статистически обособленной местности составил 52 090 долларов США, а средний доход на одну семью — 56 592 доллара. При этом мужчины имели средний доход в 36 123 доллара США в год против 25 434 доллара среднегодового дохода у женщин. Доход на душу населения статистически обособленной местности составил 52 090 долларов в год. 2,3 % от всего числа семей в населённом пункте и 4,1 % от всей численности населения находилось на момент переписи населения за чертой бедности, при этом 3,4 % из них были моложе 18 лет и 2,9 % — в возрасте 65 лет и старше.